# J̀
Cette page contient des caractères spéciaux ou non latins. S’ils s’affichent mal (▯, ?, etc.), consultez la page d’aide Unicode.
J̀ (minuscule : j̀), ou J accent grave, est un graphème qui a parfois été utilisé en néerlandais dans la lettre ij accentuée (conjointement avec le ì) pour indiquer l’accentuation de la syllabe courte. Il s’agit de la lettre J diacritée d’un accent grave.

## Utilisation
Avant que l’orthographe néerlandaise standardisée de 1996 utilise uniquement l’accent aigu pour indiquer l’accent tonique, l’accent grave pouvait être utilisé sur la lettre de la voyelle, la première ou les deux premières lettres de voyelles écrites avec plusieurs lettres. Certains auteurs ont utilisé le j accent grave dans le digramme ij avec deux accents grave représentant une voyelle courte accentuée.

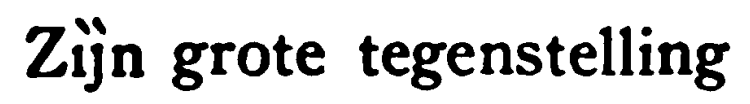
Le j accent grave dans Zìj̀n grote tegenstelling dans l’article « Richard van St. Victor » de J.M. Schalij publié en 1943.
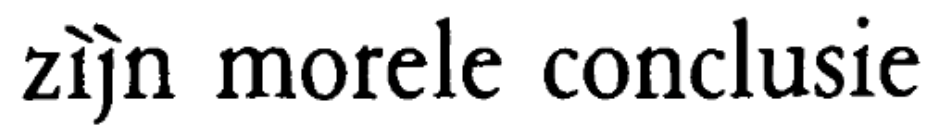
Le j accent grave dans zìj̀n morele conclusie, « sa conclusion morale », dans une édition de Twee zeevaart-gedichten de J. van den Vondel commentée par Marijke Spies, publiée en 1987.
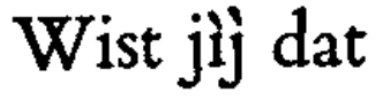
Le j accent grave dans Wist jìj̀ dat [pa cognac dronk, vroeg ij]., dans Twee vorstinnen en een vorst publié en 1984.

## Représentations informatiques
Le J accent grave peut être représenté avec les caractères Unicode suivants :
- décomposé (latin de base, diacritiques) :

| formes    | représentations | chaînes de caractères | points de code | descriptions                                       |
| --------- | --------------- | --------------------- | -------------- | -------------------------------------------------- |
| majuscule | J̀               | J◌̀                    | U+004A U+0300  | lettre majuscule latine j diacritique accent grave |
| minuscule | j̀               | j◌̀                    | U+006A U+0300  | lettre minuscule latine j diacritique accent grave |